# Giovanni Nevizzano
Giovanni Nevizzano fue un jurisconsulto italiano del siglo XVI, nacido en Asti y muerto en 1540.

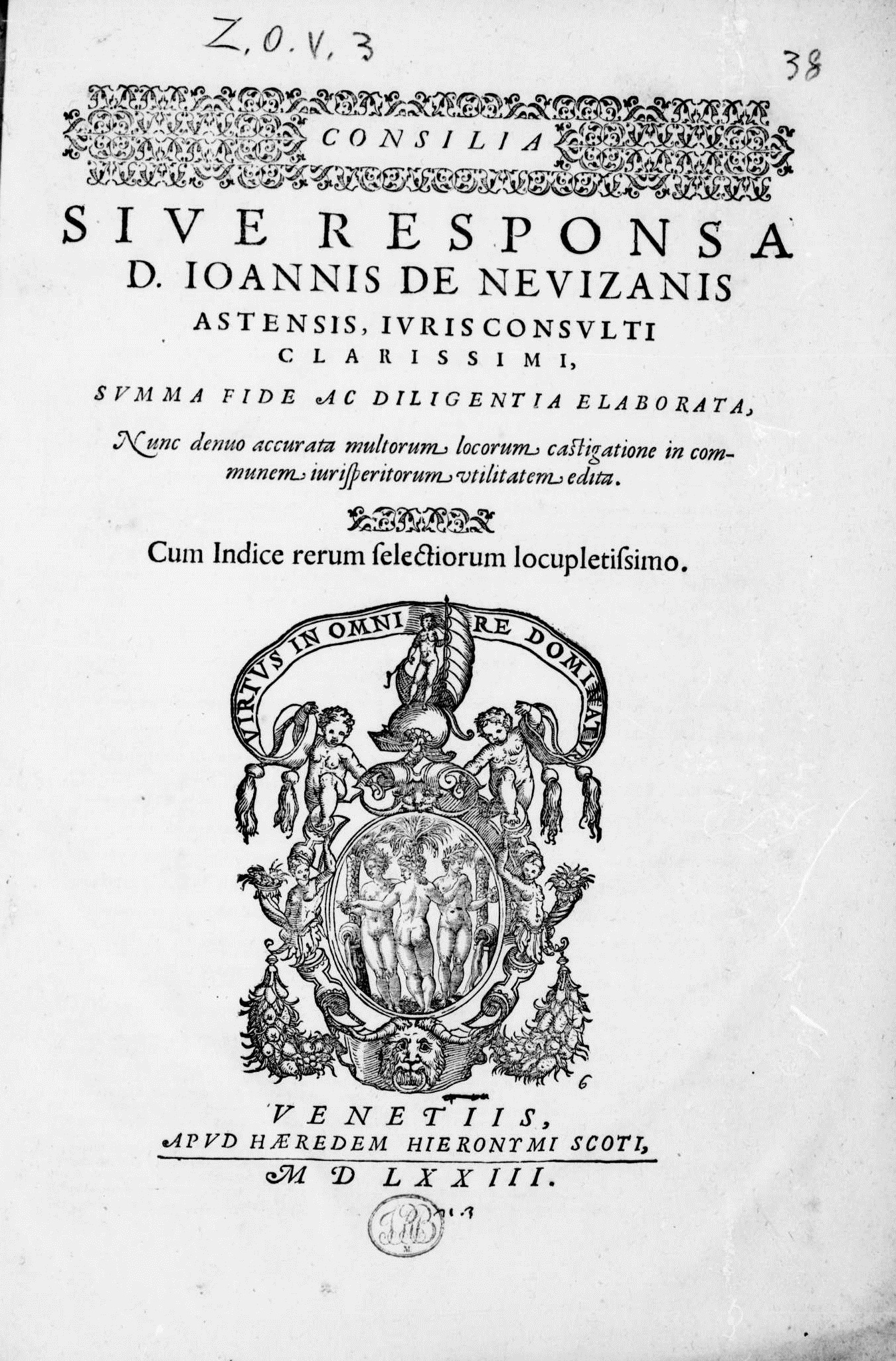
Consilia, 1573

Estudió jurisprudencia en Padua y Turín, donde enseñó más tarde. Es autor del primer intento de bibliografía jurídica, titulado Index scriptorum in utroque jure (Lyon, 1522), continuado por Gómez, Fichard, Ziletti y Freymon; Sylvae nuptialis (París, 1521; 5.ª edición 1584), libro en que alternan lo racional y lo extravagante; Consilia (Lyon, 1559). Additiones ad Rolandinum. Quasteio de librorum multitudine resecanda. Controversiae feudales, etc.